# B8ZS
B8ZS (bipolar with eight-zero substitution) est une méthode de codage en ligne utilisée dans les systèmes de type T-carrier qui autorise des débits de 64 kbit/s par canal.
Sur un T1, les uns sont envoyés en appliquant une tension au conducteur, alors qu'un zéro est une absence de tension. L'envoi de huit zéros d'un coup peut causer la perte de la synchronisation de l'équipement T1 avec le matériel émetteur, c'est pourquoi il est important de ne pas envoyer de longues suites de bits uniformément.
Le standard originel du codage en ligne, Alternate Mark Inversion, spécifie trois états sur le conducteur, l'absence de tension est un état bas, une tension positive est un état haut, de même pour une tension négative. Grâce à l'inversion de la polarité à chaque état haut, le récepteur peut aisément déterminer la vitesse du lien et ne pas perdre la synchronisation.
B8ZS se base là-dessus, en violant toutefois cette règle pour ainsi replacer huit zéros par un bit dit de « violation ».
| Signal original:                         |   |   |   |   |   |   |   |
| 0                                        | 0 | 0 | 0 | 0 | 0 | 0 | 0 |
| Signal codé en B8ZS (V=bit de violation) |   |   |   |   |   |   |   |
| 0                                        | 0 | 0 | V | 1 | 0 | V | 1 |

B8ZS est utilisé dans le système américain dans le T1. Alors que l'Europe développait son E1 beaucoup plus tard que le T1, il était alors connu que le forçage des états hauts dans une ligne de type DS0 allait corrompre les données. C'est pourquoi E1 utilise une autre méthode de codage appelée High Density Bipolar Three (HDB3).